# Nordsüd-S-Bahn
La Nordsüd-S-Bahn (letteralmente "S-Bahn nord-sud") è una linea ferroviaria tedesca, che attraversa in galleria il centro storico della città di Berlino.
Essa è percorsa esclusivamente dai treni della S-Bahn, la rete ferroviaria vicinale elettrificata a terza rotaia.

## Storia

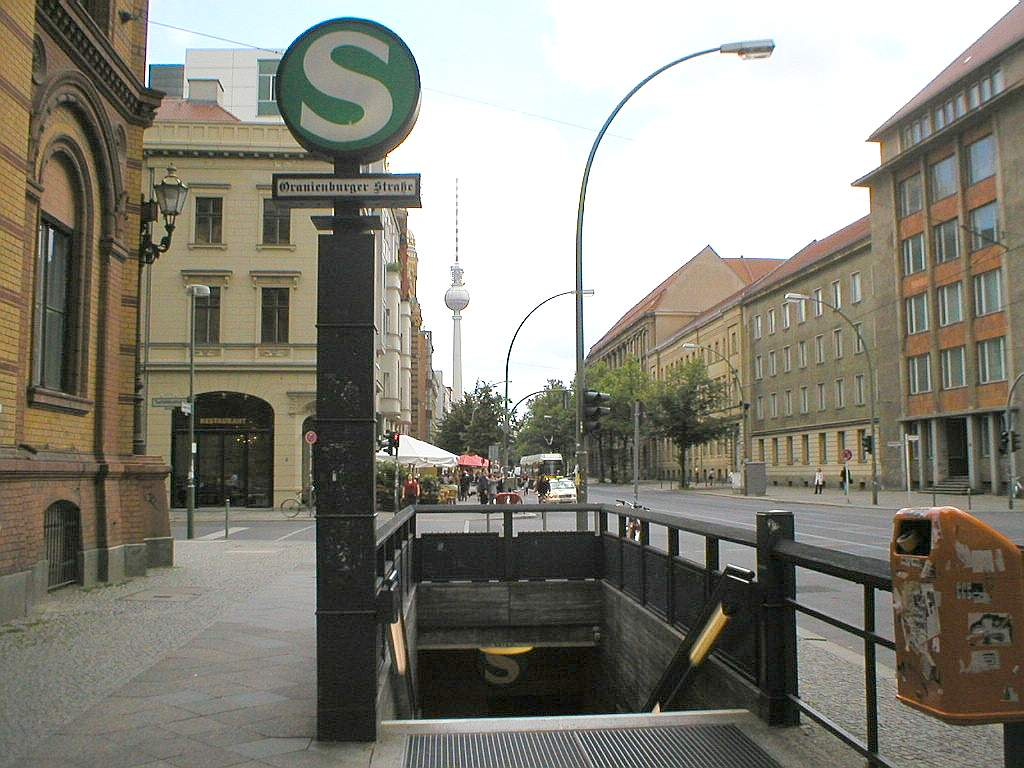
Ingresso alla stazione di Oranienburger Straße, nell'omonima via

L'idea di collegare le ferrovie suburbane del nord (attestate alla stazione di Stettino) con quelle del sud (attestate alle stazioni dell'Anhalt e di Potsdamer Platz) con un percorso sotterraneo attraverso il centro cittadino venne avanzata fin dai primi anni del XX secolo.
L'avvio definitivo dei lavori si ebbe solo dopo molti anni di discussioni, nel 1933.
Il 28 luglio 1936, in tempo per l'avvio delle Olimpiadi, venne attivata la prima tratta della nuova linea, dalla stazione di Stettino (nuovi binari sotterranei, raggiunti da nord attraverso una rampa) al capolinea provvisorio di Unter den Linden.
Il 15 aprile 1939 la linea venne prolungata fino alla stazione di Potsdamer Platz (binari sotterranei); il 9 ottobre successivo, a guerra già iniziata, la linea venne prolungata verso sud attraverso la stazione dell'Anhalt, inserendosi con una rampa nell'esistente ferrovia del Wannsee; infine, il 6 novembre, venne attivata la diramazione dalla stazione dell'Anhalt verso la linea per Lichterfelde Sud.
Nel 1945, durante le fasi finali del conflitto, il tunnel venne fatto saltare dalle SS in esecuzione del "Decreto Nerone" all'altezza dell'attraversamento del canale Landwehr e pertanto risultò allagato e impercorribile per lungo tempo; la riattivazione venne completata il 16 novembre 1947.
Il 13 agosto 1961, con l'improvvisa e imprevedibile erezione del Muro di Berlino da parte della Repubblica Democratica Tedesca, l'esercizio sulla Nordsüd-S-Bahn fu rivoluzionato: i treni smisero di fermare in quattro delle cinque stazioni sorgenti nel territorio di Berlino Est (Nordbahnhof, Oranienburger Straße, Unter den Linden e Potsdamer Platz), i cui ingressi furono murati trasformandole in "stazioni fantasma". Fece eccezione la stazione di Friedrichstraße, nella quale i treni continuarono a fermare e a garantire l'interscambio con la linea C della metropolitana e con le S-Bahn di superficie in partenza verso ovest; chi voleva proseguire verso est o uscire dalla stazione era costretto a sottoporsi ai controlli di frontiera.
Si dovettero attendere più di 28 anni, dopo la caduta del Muro, per arrivare alla riapertura delle "stazioni fantasma": il 2 luglio 1990 riaprì Oranienburger Straße, seguita il 1º settembre da Nordbahnhof e Unter den Linden; Potsdamer Platz rimase inizialmente chiusa a causa della sua posizione in un'area ancora in rovina dalla guerra, ma venne infine riaperta nel 1992.

## Caratteristiche

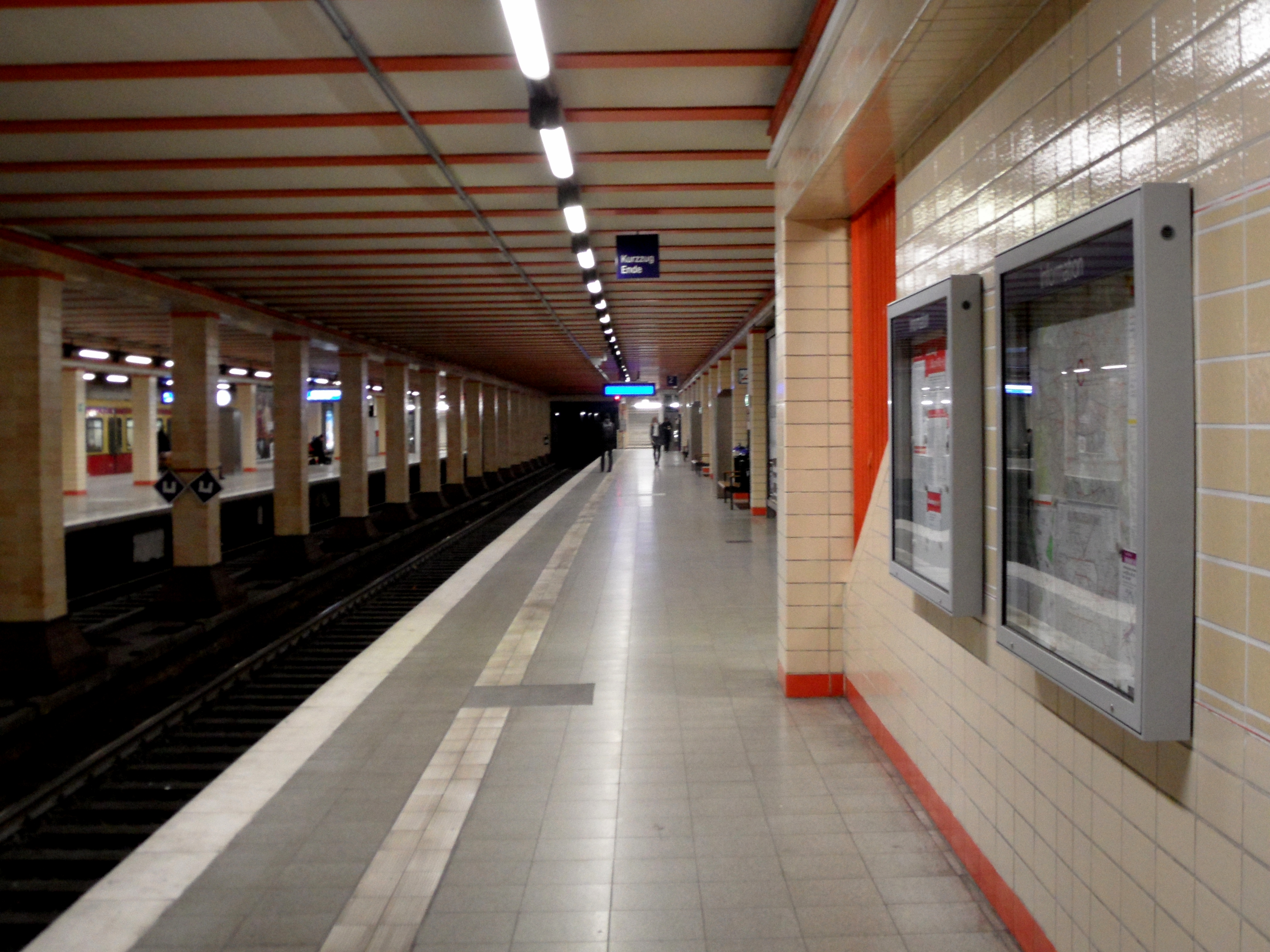
Nordbahnhof, i binari

### Percorso
| Straight track |

| Unknown route-map component "tSTRa" |

| Unknown route-map component "tBHF" |

| Unknown route-map component "tHST" |

| Unknown route-map component "tHST" |

| Unknown route-map component "tHST" |

| Unknown route-map component "tBHF" |

| Unknown route-map component "tBHF" |

| Unknown route-map component "tABZgl" |

| Unknown route-map component "tSTRe" |

| Stop on track |

| Stop on track |

| Straight track |

## Traffico

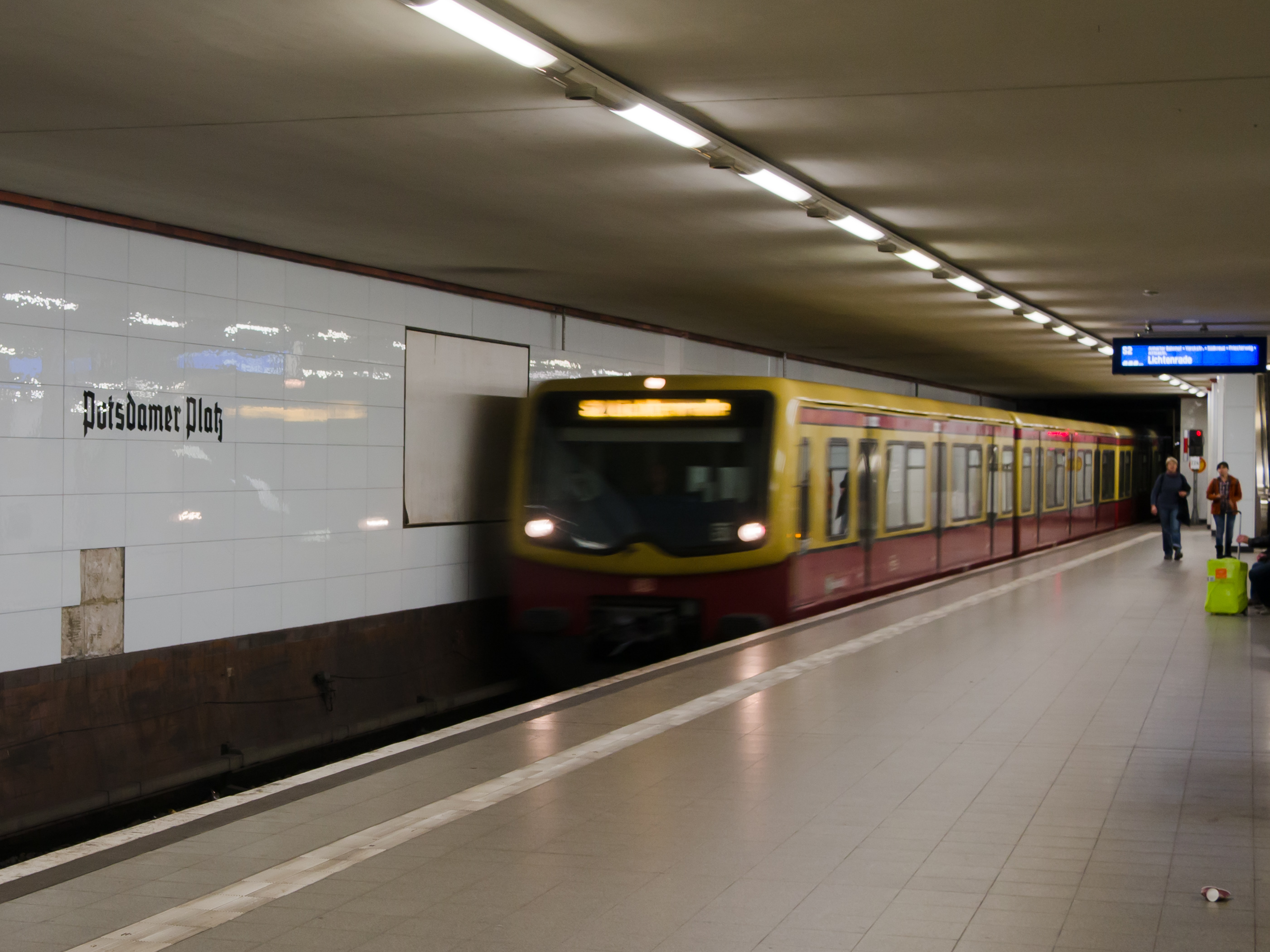
Treno in arrivo alla stazione di Potsdamer Platz

La Nordsüd-S-Bahn è percorsa dalle linee S1, S2, S25 e S26 della S-Bahn.

### Esplicative
1. 1 2  Oggi «Nordbahnhof».
2. 1 2 3  Oggi «Brandenburger Tor».
3. ↑  Oggi U6.

### Bibliografiche
1. 1 2 3 4  Bley (2003), p. 19.
2. ↑  Bley (2003), pp. 19-20.
3. ↑  Bley (2003), p. 20.
4. ↑  Bley (2003), p. 21.
5. ↑  Bley (2003), pp. 24-25.
6. 1 2  Bley (2003), p. 28.
7. 1 2  Bley (2003), p. 50.
8. ↑  Bley (2003), p. 82.
9. ↑  (DE) Eisenbahnatlas Deutschland. Ausgabe 2009/2010, Schweers + Wall, 2009, ISBN 978-3-89494-139-0.
10. ↑  (DE) Liniennetz (PDF), su map.sbahn.berlin.

### Fonti
- (DE) Peter Bley, Berliner S-Bahn, 8ª ed., Düsseldorf, Alba, 2003, ISBN 3-87094-363-7.

### Testi di approfondimento
- (DE) Michael Braun, Die Berliner Nord-Süd-S-Bahn, Nordhorn, Kenning, 1997, ISBN 3-927587-66-4.
- (DE) Wolfgang Kiebert, Die Berliner Nordsüd-S-Bahn, Stoccarda, Transpress, 2008, ISBN 978-3-613-71337-6.